# OPMEF
 Der er for få eller ingen kildehenvisninger i denne artikel, hvilket er et problem. Du kan hjælpe ved at angive troværdige kilder til de påstande, som fremføres i artiklen.

Open Project Management Exchange Format forkortet OPMEF er en kommende åben standard for projektstyringsdata.
Claus Agerskov startede arbejdet med standarden op i november 2005 og har bidragydere fra projektstyringsværktøjerne GanttProject, KPlato, Project-ON-Demand, OOPM og TaskJuggler.
Arbejdet med udvikling af standarder sker under OpenDocument Fellowship.